# Minister-president van Sint Maarten
De minister-president van Sint Maarten is de voorzitter van de ministerraad van het land Sint Maarten. Het ambt bestaat sinds 10 oktober 2010, vanaf de toetreding van Sint Maarten als land tot het Koninkrijk der Nederlanden.

## Lijst
| # | Minister-president    | Regeringsperiode          | Partij                                 |
| - | --------------------- | ------------------------- | -------------------------------------- |
| 1 | Sarah Wescot-Williams | 11-10-2010 t/m 19-12-2014 | Democratische Partij                   |
| 2 | Marcel Gumbs          | 19-12-2014 t/m 19-11-2015 | Verenigde Volkspartij                  |
| 3 | William Marlin        | 19-11-2015 t/m 24-11-2017 | Nationale Alliantie                    |
| 4 | Rafael Boasman        | 24-11-2017 t/m 15-01-2018 | Verenigd Sint Maarten Partij           |
| 5 | Leona Marlin-Romeo    | 15-01-2018 t/m 10-10-2019 | Verenigde Democraten                   |
| 6 | Wycliffe Smith        | 10-10-2019 t/m 19-11-2019 | Christelijke Partij van Sint Maarten   |
| 7 | Silveria Jacobs       | 19-11-2019 t/m 03-05-2024 | National Alliance                      |
| 8 | Luc Mercelina         | 03-05-2024 - heden        | Unified Resilient St. Maarten Movement |